# عبد الله السليطي
عبد الله عيسى السليطي (مواليد 11 أغسطس 2002) هو لاعب كرة قدم قطري يلعب حالياً مع النادي العربي في دوري نجوم قطر كظهير أيمن .

## مسيرة اللاعب
لعب في النادي العربي و أعير إلى النادي الأهلي مطلع عام 2022.

## روابط خارجية
- عبد الله السليطي على موقع Soccerway.com (الإنجليزية)